# 蓬佩
蓬佩（法語：Pompey，法語發音：[pɔ̃pɛ]）是法国默尔特-摩泽尔省的一个市镇，位于该省中南部，属于南锡区。

## 地理
蓬佩（48°46'5"N, 6°7'39"E）面积8.13 平方千米，位于法国大東部大區默尔特-摩泽尔省，默尔特河和摩泽尔河交汇处西侧。
与蓬佩接壤的市镇（或旧市镇、城区）包括：屈斯蒂讷、弗鲁阿尔、利韦丹、马尔巴什。
蓬佩的时区为UTC+01:00、UTC+02:00（夏令时）。

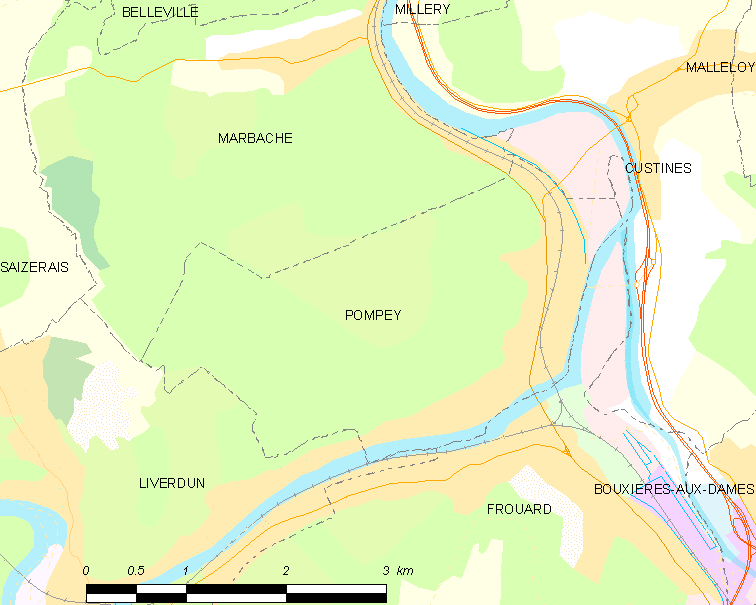
蓬佩的OSM定位图

## 行政
蓬佩的邮政编码为54340，INSEE市镇编码为54430。

## 政治
蓬佩所属的省级选区为南洛林谷县。

## 交通
蓬佩站开行前往南锡和梅斯方向的列车。

## 人口

1962-2008年间蓬佩人口变化图示

蓬佩于2022年1月1日时的人口数量为4815人。